# Dům U Zlatého lva (Celetná)
Dům U Zlatého lva je historická budova s jednou fasádou do náměstí Ovocný trh a druhou do ulice Celetná. Sousedí s domem U České orlice a domem U Černé Matky Boží. Od roku 1964 je kulturní památkou.

## Popis

Severní fasáda v ulici Celetná

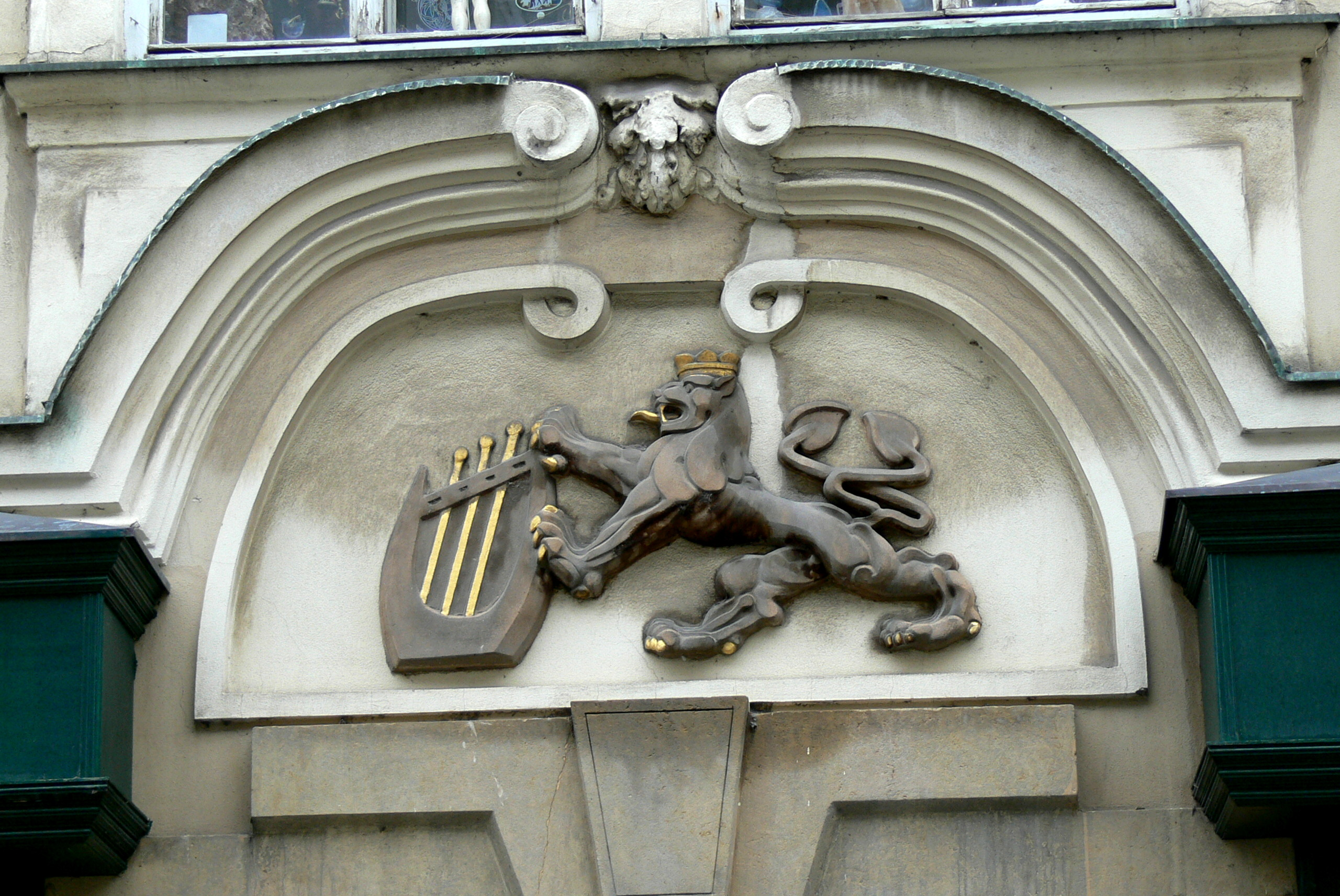
Domovní znamení na severní fasádě

Budova sestává z celkem pěti podlaží - starých gotických sklepení, přízemí a tří pater. Uprostřed domů se nachází malý dvorek. Plocha půdorysu je 363 m².
Jižní fasáda, tedy strana na Ovocném trhu, obsahuje v přízemí celkem tři dveřní otvory a dvě okna. V každém patře je oken pět a jsou zleva doprava seřazeny do skupin po třech, jednom a jednom oknu. Tyto skupiny jsou od sebe odděleny zdobnými sloupky (přesněji pilastry) korintského řádu.
Severní fasáda, tedy strana v ulici Celetná, obsahuje v přízemí celkem tři dveře, ale žádné okno v pravém slova smyslu. Nacházejí se zde totiž skleněné výlohy, které pokrývají veškerou plochu mezi dveřmi. Každé patro obsahuje osm oken, jež jsou seskupeny do tří oblastí po čtyřech, dvou a dvou oknech (zleva doprava). Tyto oblasti jsou od sebe odděleny pilastry s čabrakovými hlavicemi. Mezi přízemím a prvním patrem se nachází domovní znamení, dvouocasý lev se zlatou korunou opírající se o lyru se zlatými strunami. Střecha na této straně obsahuje čtyři vikýře.

## Historie
Na místě domu U Zlatého lva kdysi stávaly dvě budovy, jež byly na počátku 15. století spojeny. Budova byla renesančně i barokně přestavovaná, současné průčelí má budova od úprav v roce 1868. O rok později bylo Janem Bělským přistavěno třetí patro.

## Využití
Jižní část budovy využívá restaurace U Zlatého lva. Právě zde jsou k vidění zachovalé gotické sklepy, které jsou veřejně přístupné.
Severní část domu je využívána obchodem s hračkami jménem Pohádka s.r.o. Hračky U Zlatého lva.